# عمرو بن حزم الأنصاري
عَمْرُو بنُ حَزْم الأنصاري (7 ق هـ - 54 هـ)، هو صحابي أنصاري خزرجي من الذين شهدوا غزوة الخندق وما بعدها وأحد السفراء النبويين الذين أرسلهم النبي محمد بكتابات ورسائل إلى البلدان والقبائل، وقد أرسله النبي ﷺ إلى الحارث بن عبد كلال وإخوته وبنو الحارث بن كعب في نجران في أواخر عام 10هـ

## نسبه
هو عَمْرُو بنُ حَزْم بن زيد بن لوذَان بن عمرو بن عبد عوف بن غَنْم بن مالك بن النجّار الأَنصاري الخزرجي ثم النجاري. ومنهم من ينسبه في بني مالك بن جُشَم بن الخزرج. ومنهم من ينسبه في ثعلبة بن زيد مناة بن حبيب بن عبد حارثة بن مالك. ومن يَنْسبه في بني مالك بن النّجّار يقول: «عمرو بن حزم بن لَوْذَان بن عمرو بن عبد بن عوف بن غَنْم بن مالك بن النجّار الأنصاريّ.» ويكنى بـ«أبا الضحاك».
أمُّه خالدةُ بنت أبي أَنس بن سنان بن وَهْب بن لَوْذان من بني ساعدة وَلَدَ عَمْرُو بن حَزْم؛ وأمهما عَمرَةُ بنتُ عبد الله بن الحارث بن جمَّاز من غسان حليف بني ساعدة. وعُمارة وأمّه سالمةُ بنتُ حَكيم بن هشام بن خَلف بن قوالة بن طَريف من بني لَيثٍ. وخالدًا وخَالِدَةَ. وأمهما كبشَةُ بنت خُنيس بن شَجَرة بن الحارث بن معاوية بن ربيعة بن الحارث بن معاوية بن الحارث بن ثور بن مُرَتّع من كِندَةَ. وعبدَ الله وأمه أم ولد. ومعاويةَ وسليمانَ وحارثةَ وحبيبةَ وميمونةَ. وأمُّهم سَودةُ بنتُ حارثة بن سَلمةَ بن عوف مِنْ كِندةَ. وحفصةَ وأمها أم بلال بنت الحارث بن قيس بن هَيْشَة بن الحارث من بني عَمرو بن عوف. وعامرًا ومَعْمَرَ وحَضرمَي ونائلةَ وجَميلةَ، وأمهم أم ولد.

## إرساله إلى أهل نجران
أرسله الرسول برسالة إلى الحارث بن عبد كلال وإخوته وبنو الحارث بن كعب في نجران؛ وقد كان عمره يومئذ سبع عشرة سنة، إذ أرسله النبي بكتاب ذكر فرائض الصدقات والديات، وكان الكتاب:
| عمرو بن حزم الأنصاري | أمّا بعد ذلكم فإنّه قد وَقَعَ بنا رَسولكم مَقْفَلَنا من أرض الرُّوم بالمدينة، فبلغ ما أرسلَّتم، وخَبَّر ما قِبَلكم، وأنبأنا بإسلامكم وقَتْلكم المشركين، فإنّ الله قد هداكم بهُداه إن أصلحتم وأطعتم الله ورسوله وأقمتم الصلاة وآتيتم الزكاة وأعطيتم من المغنم خُمْس الله وسهم النبيّ وَصَفِيَّه وما كتب على المؤمنين من الصدقة | عمرو بن حزم الأنصاري |

.

## روايته للحديث النبوي
- روى عن: النبي محمد.[1][2]
- روى عنه: ابنه محمد، والنضر بن عبد اللّه السُّلمي، وزياد بن نُعَيم الحضرمي.[2] وقد روي عنه كتابًا كتبه له في الفرائضُ والزكاة والدياتُ وغيرُ ذلك أخرجه أبو داود، والنسائي، وابن حبان، والدارمي.[1]

## وفاته
توفي بالمدينة المنورة سنة إِحدى وخمسين للهجرة، وقيل: سنة أَربع وخمسين، وقيل: سنة ثلاث وخمسين، وقيل: إِنه توفي في خلافة عمر بن الخطاب بالمدينة. والصحيح أَنه توفي بعد الخمسين لأَن محمد بن سيرين روى أَنه كلم معاوية بكلام شديد لما أَراد البيعة ليزيد. وروى أَبو بكر بن محمد بن عمرو بن حزم، عن أَبيه، عن جدّه عمرو: أَنه روى لعمرو بن العاص لما قُتِل عَمّار بن ياسر أَن رسول الله صَلَّى الله عليه وسلم قال:«تَقْتُلُهُ الْفِئَةُ الْبَاغِيَةُ»